# Бад-Петерсталь-Грісбах
Бад-Петерсталь-Грісбах (нім. Bad Peterstal-Griesbach) — громада в Німеччині, знаходиться в землі Баден-Вюртемберг. Підпорядковується адміністративному округу Фрайбург. Входить до складу району Ортенау.
Площа — 41,24 км2. Населення становить 2744 ос. (станом на 31 грудня 2020).